# Boot.ini
boot.ini es un archivo que se encuentra en el directorio raíz de la partición principal de un ordenador o computadora personal que ejecuta alguno de los antiguos sistemas operativos de la familia NT de Microsoft. Su finalidad es la de ofrecer un menú con varias opciones de inicio cuando se produce el arranque del sistema, pudiendo así elegir el usuario entre varios sistemas operativos Windows instalados en la misma máquina.
boot.ini es el archivo de configuración que utiliza NTLDR (abreviatura de NT Loader), que es el gestor de arranque en los sistemas operativos de Microsoft anteriores a 2008, como es el caso de Windows NT, Windows 2000, Windows XP y Windows Server 2003.
Desde Windows Vista el archivo boot.ini ha desaparecido en los sistemas de Microsoft, en su lugar se incluye el denominado Boot Configuration Data (BCD).

## Ejemplo del archivo boot.ini
Este es un ejemplo de un archivo boot.ini en un sistema operativo de Windows:
```
[boot loader]
timeout=30
default=multi(0)disk(0)rdisk(0)partition(1)\WINDOWS
[operating system]
multi(0)disk(0)rdisk(0)partition(1)\WINDOWS="Microsoft Windows XP Professional"

```

Siendo timeout el tiempo que se tarda en arrancar el sistema operativo en el caso de que no se elija ninguna opción. El sistema que arrancará por defecto será el configurado como default, mientras que "Microsoft Windows XP Professional" será el nombre del sistema que se visualizará en la pantalla, cuando el menú de boot.ini permita escoger entre las diversas opciones.